# Aquarius (album d'Aqua)
Pour les articles homonymes, voir Aquarius.
Albums de Aqua
Aquarium (album)
(1997) Cartoon Heroes : The Best Of Aqua
(2002)
Singles
1. Cartoon Heroes
Sortie : 10 février 2000
2. Around The World
Sortie : 18 mai 2000
3. Bumble Bees
Sortie : 23 août 2000
4. We Belong to the Sea
Sortie : 16 janvier 2001

Aquarius est le second album du groupe scandinave de dance / pop Aqua. Sortie le 28 février 2000, l'album connait un succès plus relatif par rapport au premier opus Aquarium, se vendant tout de même à 4 millions d'exemplaires dans le monde.
Ce deuxième album gagne en diversification de son, avec des titres dans la veine d'Aquarium : (Cartoon Heroes, Bumble Bees, An Apple Day), des chansons à l'influence country (Freaky Friday), du gospel (Around the World, Back From Mars), des influences latines (Cuba Libre) ou encore des ballades planantes (We Belong To The Sea, Good Guys, Aquarius.
L'album est sorti en France, mais seulement un single y fut édité (Cartoon Heroes)

## Titres
1. Cartoon Heroes – 3:38
2. Around the World – 3:28
3. Freaky Friday – 3:45
4. We Belong To The Sea – 4:18
5. An Apple A Day – 3:37
6. Halloween – 3:49
7. Good Guys – 3:58
8. Back From Mars – 4:03
9. Aquarius – 4:21
10. Cuba Libre – 3:36
11. Bumble Bees – 3:52
12. Goodbye To The Circus – 3:59

- Pistes Bonus

1. Cartoon Heroes (Metro 7" Edit) - 4:06 (Danemark)
2. Cartoon Heroes (Love To Infinity Classic Radio Mix) - 3:08 (Danemark)
3. Cartoon Heroes (Metro's That's All Folks Remix) - 6:28 (Japon, Corée du Sud)
4. Around The World (Soundsurfers Club Mix) - 6:05 (Corée du Sud)
5. Bumble Bees (K-Klass Klassic Klub Mix) - 6:04 (Corée du Sud)
6. We Belong The Sea (Love To Infinity Classic Mix - 6:57 (Corée du Sud)
7. Freaky Friday (Eiffel 65 Extended Remix) - 5:31 (Corée du Sud)

## Singles
- Cartoon Heroes est le lead single de ce deuxième album, ce titre parle des super héros de bandes dessinées comme Superman ou Spiderman qui font rêver les enfants mais qui malheureusement font des choses que nous ne pouvons pas faire. Le titre s'est classé numéro des charts au Danemark et en Italie, numéro 7 au Royaume-Uni pour ne citer que ces pays.
- Around the World est le deuxième single extrait, il a eu plus ou moins de succès dans plusieurs pays et sera le dernier titre du groupe à sortir dans autant de pays.
- Bumble Bees est sorti en Scadinavie et dans quelques pays d'Europe avec seulement un succès modéré.
- We Belong To The Sea est également sorti en Scadinavie et dans quelques pays d'Europe avec seulement un succès modéré. Ce fut le dernier single du groupe, qui marqua donc leur séparation de 2001 à 2007.